# Phrudocentra anomalaria
Phrudocentra anomalaria är en fjärilsart som beskrevs av Heinrich Benno Möschler 1890. Phrudocentra anomalaria ingår i släktet Phrudocentra och familjen mätare. Inga underarter finns listade i Catalogue of Life.